# علم الوراثة السلوكي
علم الوراثة السلوكي أو علم الوراثة السلوكية هو العلم الذي يدرس تأثير المورثات (الجينات) على سلوك الحيوان والإنسان ضمن البيئة المحيطة به. بينما يشير مصطلح «الوراثة السلوكية» إلى التركيز على التأثيرات الوراثية، يبحث المجال على نطاق واسع في التأثيرات الوراثية والبيئية، باستخدام تصميمات بحثية تسمح بإزالة التشويش بين الجينات والبيئة. تم تأسيس علم الوراثة السلوكية كنظام علمي من قبل فرانسيس غالتون في أواخر القرن التاسع عشر، وذلك فقط لتشويه مصداقيته من خلال الارتباط بحركات تحسين النسلقبل وأثناء الحرب العالمية الثانية. في النصف الأخير من القرن العشرين، شهد هذا المجال شهرة جديدة مع إجراء أبحاث حول وراثة السلوك والأمراض العقلية لدى البشر عادةً ما تستخدم دراسات توأمية وعائلية، بالإضافة إلى بحث عن الكائنات الحية ذات النموذج الوراثي من خلال التكاثر الانتقائي والصلبان. في أواخر القرن العشرين وأوائل القرن الحادي والعشرين، مكّن التقدم التكنولوجي في علم الوراثة الجزيئية من قياس الجينوم وتعديله مباشرةً. أدى ذلك إلى تقدم كبير في أبحاث الكائنات الحية النموذجية مثل الفئران بالضربة القاضية وفي الدراسات البشرية مثل دراسات الارتباط على نطاق الجينوم، مما أدى إلى اكتشافات علمية جديدة.
لقد أثرت النتائج المستخلصة من الأبحاث الوراثية السلوكية على نطاق واسع في الفهم الحديث لدور التأثيرات الوراثية والبيئية في السلوك. وتشمل هذه الأدلة أن جميع السلوكيات التي تم بحثها تقريبًا تخضع لدرجة كبيرة من التأثير الجيني، ويميل هذا التأثير إلى الزيادة مع تطور الأفراد إلى مرحلة البلوغ. علاوة على ذلك، تتأثر معظم السلوكيات البشرية التي تم بحثها بعدد كبير جدًا من الجينات وتأثيراتها الفردية على هذه الجينات صغيرة جدًا. تلعب التأثيرات البيئية أيضًا دورًا قويًا، لكنها تميل إلى جعل أفراد الأسرة أكثر اختلافًا عن بعضهم البعض، وليس أكثر تشابها.
الهدف الأساسي لعلم الوراثة السلوكية هو استكشاف طبيعة وأصول الاختلافات الفردية في السلوك. يتم استخدام مجموعة واسعة من الطرق المنهجية المختلفة في البحوث الوراثية السلوكية، والتي تم تحديد عدد قليل منها أدناه.

## تعريف
قد يختلف الكثير من العلماء حول الصفات المورثة والتي تتعدد ويبقى السؤال المحير ما هي الصفات المورثة؟ الجواب عن هذا يكمن في نوعية الصفة فتقسم الصفة إلى نوعين:
1. الصفة المكتسبة: وهي الصفة التي تظهر بعد التدرب والتعلم ولا تكون موجودة من قبل وهذا على الأغلب يكون في مهارات مثل القراءة والكتابة فالشخص يتعلم كيف يكتب وهذه الصفة لا تورث لأنه لا يمكن أن يولد الطفل يعرف الكتابة دون التعلم ومن هذا المنظور فإن الصفات المكتسبة لا تدخل في الكود الوراثي الذي ينتقل من شخص إلى آخر.
2. الصفة غير المكتسبة: مثل الطول ولون العين ولون الشعر والزمرة الدموية فهي صفات تورث من خلال الجينات.
3. من المهم الإشارة إلى أن كل الصفات تقريبا هي نتاج الجينات و البيئة (nature and nurture) و التفاعل بينهما، فمثلا الطول له معدل موروثية مرتفع (حوالي 80 بالمائة) مما يعني أن 80 بالمائة من الاختلافات بين الناس في الطول لها أصل وراثي لكن هذا لا ينفي أهمية العوامل البيئية.

## دراسات على الحيوانات
تعتبر الدراسات الوراثية لسلوك الحيوان أكثر موثوقية من الدراسات التي أجريت على البشر، وذلك لأن التجارب على الحيوانات تسمح بمعالجة المزيد من المتغيرات في المختبر. على سبيل المثال، تم تربية الفئران في المختبر لسلوك المجال المفتوح، تنظيم الحرارة، والسلوك الطوعي عجلة القيادة. يتم تغطية مجموعة من الأساليب في هذه التصاميم على تلك الصفحات.
يستخدم علماء الوراثة السلوكيين الذين يستخدمون كائنات نموذجية مجموعة من التقنيات الجزيئية لتغيير الجينات أو إدخالها أو حذفها. وتشمل هذه التقنيات بالضربة القاضية، أو ضربة قاضية للجينات، أو تحرير الجينوم باستخدام طرق مثل. تتيح هذه التقنيات لعلماء الوراثة السلوكيين مستويات مختلفة من التحكم في جينوم الكائن الحي للنموذج، لتقييم النتيجة الجزيئية أو الفسيولوجية أو السلوكية للتغيرات الوراثية. الحيوانات التي يشيع استخدامها ككائنات نموذجية في علم الوراثة السلوكي تشمل الفئران وأسماك حمار وحشي والأنواع الخيطية وأنواع النيماتودا جيم.

## دراسات التوأم والأسرة
بعض التصميمات البحثية المستخدمة في البحوث الوراثية السلوكية هي اختلافات في التصميمات العائلية (تُعرف أيضًا بتصميمات النسب)، بما في ذلك الدراسات التوأم ودراسات التبني. تسمح النمذجة الوراثية الكمية للأفراد الذين لديهم علاقات وراثية معروفة (مثل الوالدين والطفل والأخوة والأخوات التوائم والأزجوت أحادي الزيجوت) بتقييم مدى مساهمة الجينات والبيئة في الاختلافات المظهرية بين الأفراد. يتمثل الحدس الأساسي للدراسة التوأم في أن توأمان أحادي اللزوجة يتشاركان بنسبة 100٪ من الجينوم والتوائم التوائم للديجوز، في المتوسط، 50٪ من الجينوم المنفصل. وبالتالي، يمكن أن تكون الاختلافات بين عضوين في الزوج المزدوج أحادي اللزوجة ناتجة فقط عن الاختلافات في بيئتهما، في حين أن التوائم dizygotic ستختلف عن بعضها البعض بسبب البيئة والجينات. تحت هذا النموذج التبسيط، إذا كان التوائم dizygotic يختلفان أكثر من التوائم monozygotic فإنه يمكن أن يعزى فقط إلى التأثيرات الوراثية. من الافتراضات المهمة للنموذج التوأم الافتراض المتساوي في البيئة بأن التوائم أحادي الزيجوت لهما نفس التجارب البيئية مثل التوائم الديزيجوتية. على سبيل المثال، إذا كان التوائم أحادي الزيجوت يميلان إلى الحصول على تجارب أكثر تشابهًا من التوائم الديزيجوتية - وهذه التجارب لا تتم بوساطة وراثيًا من خلال آليات الارتباط بالبيئة الجينية - عندها يميل التوائم أحادي اللزوجة إلى أن يكونا أكثر تشابهًا لبعضهما البعض من التوائم الديزيجوتية لا علاقة لها بالجينات.